# 18702 Sadowski
18702 Sadowski è un asteroide della fascia principale. Scoperto nel 1998, presenta un'orbita caratterizzata da un semiasse maggiore pari a 2,5544631 UA e da un'eccentricità di 0,1820566, inclinata di 4,20713° rispetto all'eclittica.